# Immigration en Belgique
L'immigration en Belgique représentait, selon la définition des Nations unies,, 1 809 000 personnes début 2015, soit 16,1 % de sa population, dont environ 954 800 (8,5 %) nées hors de l'Union européenne. Le nombre d'étrangers était lui de 1 255 286 (11,2 %) début 2015 contre 1 295 660 (11,5 %) début 2016. En 2010, 25 % de la population jusqu'à la 2e génération était d'origine étrangère (dont 10 % d'étrangers, 7,5 % de Belges nés d'étrangers et 7,5 % de personnes de la  2e génération),. En 2016, selon la BCSS, 16,5 % de la population est née hors de Belgique et 13,7 % est belge née d'étrangers.
La Belgique a accueilli depuis le XIXe siècle plusieurs vagues d'immigration. En fonction des différentes périodes de l'histoire du pays, les motifs de ces déplacements volontaires seront différents. Dans les années 1920, la politique belge en matière d'immigration est fondée sur un principe majeur : « l'immigration n'est admise que dans la mesure où elle joue un rôle économique c'est-à-dire un rôle d'apport de main-d'œuvre indispensable au développement de l'industrie belge ». La Belgique passera ensuite d'une immigration de travail à une immigration de peuplement dans les années 1940-50 après la Seconde Guerre mondiale. Par la suite, c'est une immigration clandestine que connaitra le pays dans les années 1960. En 1974, la Belgique renforce sa politique migratoire et décide de passer à l'immigration zéro en fermant ses frontières à l'immigration. De nombreuses dispositions législatives verront le jour à la suite de ces changements en matière d'immigration.
Jusqu'à la fin du XIXe siècle, les migrants venaient principalement des pays limitrophes. Aujourd’hui, l'immigration en Belgique, « se caractérise par une très grande diversification des nationalités ». Les nationalités qu'on retrouve le plus régulièrement parmi ces immigrés sont les Marocains (500 000), les Italiens (500 000), les Turcs (200 000-220 000), les Français (110 000), les Néerlandais (92 000) et les Espagnols (44 000). Rien qu'en reprenant ces six nationalités, on atteint plus de 70 % des étrangers en Belgique.

## Histoire

### L'avant-guerre
Au XIXe siècle, la Belgique connait des mouvements migratoires de plus en plus accentués liés à la recherche du travail. La révolution industrielle touche toute l'Europe dont la Belgique qui voit de grandes usines se développer ayant besoin de main-d'œuvre plus importante.

### L'immigration ouvrière dans l'entre deux-guerres et la crise des années 1930
C'est surtout lors de la Première Guerre mondiale que la Belgique devient un pays d'immigration et plus particulièrement, d'immigration ouvrière. La Belgique ainsi que d'autres pays européens sortaient de la première guerre mondiale avec tout un pays à reconstruire (routes, bâtiments etc.). Le secteur minier, en particulier, favorisa la migration vers la Belgique pour besoin de main d'œuvre car les mines qui exploitaient le charbon devait "tourner à plein régime". Il fallait donc plus de travailleurs parce qu'à cette époque, malgré une main d'œuvre belge disponible, il n’y a plus suffisamment de Belges qui acceptent de faire certains travaux pénibles et mal payés". La main d'œuvre venait principalement de France, puis de l'Italie, de Pologne, jusqu'en Afrique du Nord. Celle-ci était souvent recrutée par des campagnes organisée par la Fédération des Associations Charbonnières. Ils arrivaient la plupart du temps seuls, sans leur famille et n'avaient le droit de rester sur le territoire que pour une période de cinq ans. Par la suite, ils auront le droit de faire venir leur famille, ce qui engendrera un nouveau phénomène : le regroupement familial.
La situation change dans les années 1930 avec la crise économique. Le gouvernement veut limiter l'entrée des étrangers car il n'y a plus assez de travail pour la population belge et étrangère. Dès lors, de nombreux ouvriers se retrouvèrent au chômage et furent renvoyés dans leur pays. "Ce n'est donc pas un hasard si à cette période, on voit se multiplier les arrêtés royaux et ministériels destinés à freiner puis à contingenter l'immigration". C'est dans ce contexte que la Belgique met en place la première réglementation sur la main d'œuvre étrangère : un arrêté royal du 15/12/1930 sur la double autorisation préalable (permis de travail et permis de séjour). En effet, les étrangers qui veulent travailler en Belgique "doivent préalablement obtenir l'autorisation du Ministre de la Justice". L'immigration devient alors une politique de l'État et plus seulement des entreprises.

### L'immigration ouvrière dans l'après-guerre

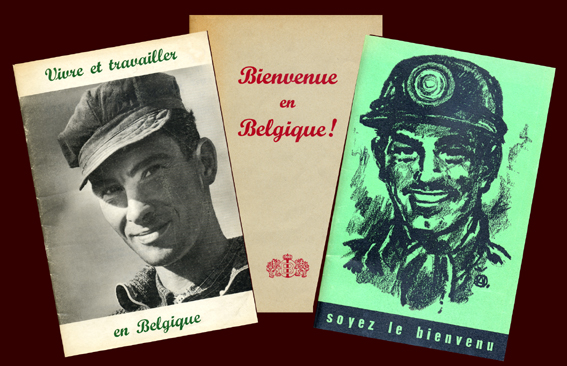
Livrets d'information pour les travailleurs immigrés en Belgique

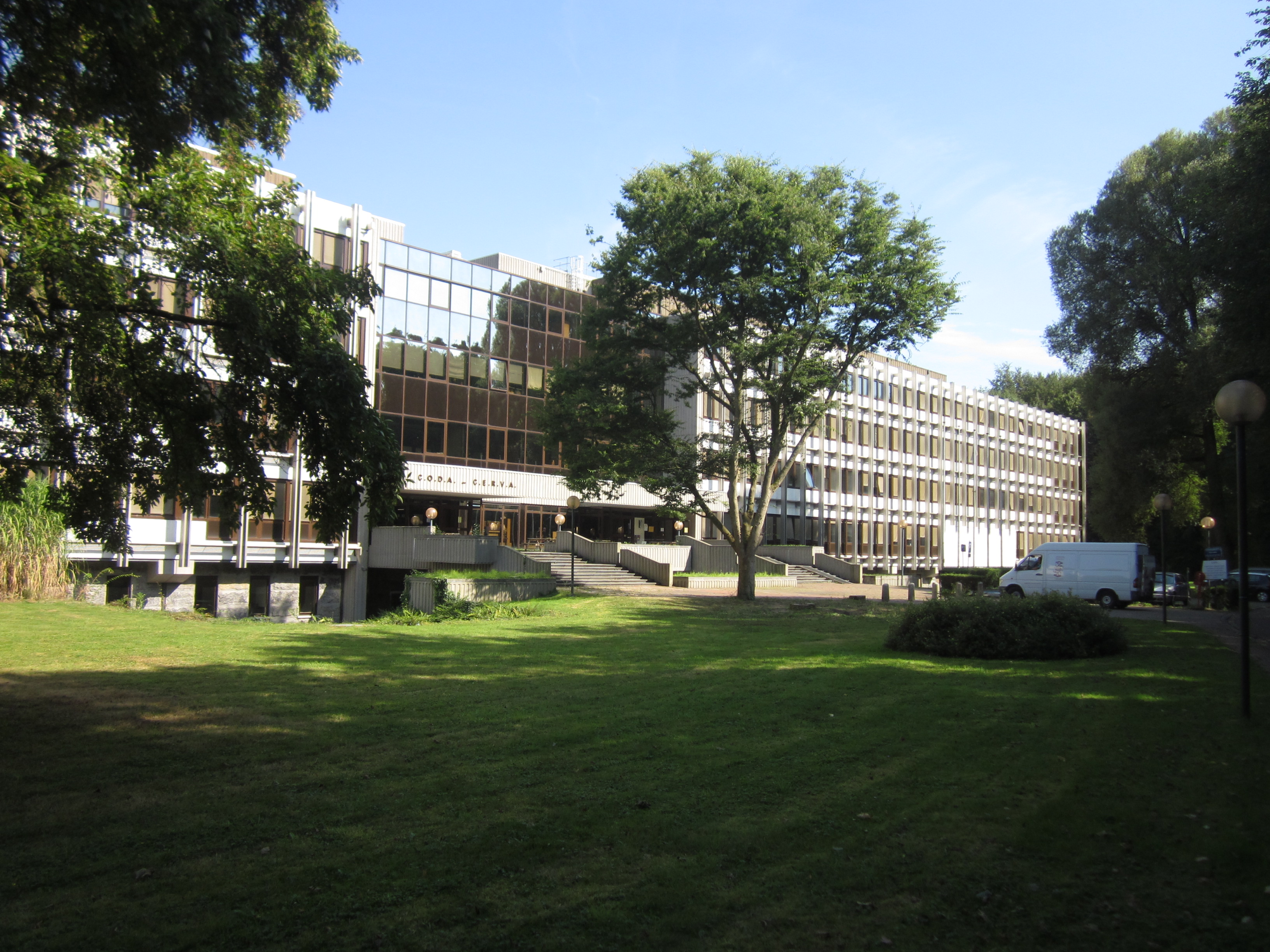
Le Centre d'Accueil du Personnel Africain (CAPA) à Tervuren, où logeaient les travailleurs congolais arrivés à Bruxelles pour l'Expo 58.

Voir aussi : Accord du 28 novembre 1956 entre la Belgique et l'Espagne relatif à la main-d'œuvre espagnole en Belgique
À la suite de la Seconde Guerre mondiale, les pays européens vont à nouveau faire appel à l'immigration afin de combler le manque de main-d'œuvre. Une vague d'accords bilatéraux verront le jour entre la Belgique et les pays d'origine des immigrés. En effet, l’État gère le recrutement de travailleurs à l’étranger, en signant des accords avec différents pays et en organisant de véritables convois de travailleurs pour reconstruire son économie. Le premier accord est signé en 1946 avec l’Italie qui enverra 50 000 travailleurs en Belgique et ce nombre d’Italiens sur le territoire belge ne cessera d’augmenter, malgré des conditions de vie difficiles et des catastrophes minières, comme celle du Bois du Cazier à Marcinelle le 8 août 1956 où 262 ouvriers majoritairement italiens moururent. En conséquence, l'Italie suspendra l'immigration vers la Belgique et commencera alors l'immigration par contingents. Cela s'intensifiera lorsque la croissance économique de la Belgique augmentera fortement. En effet, les pays de recrutement se diversifieront et la Belgique deviendra le pays de la CECA (Communauté Européenne du Charbon et de l'Acier) qui possède le plus de travailleurs étrangers sur son territoire. Elle se tourne alors vers d'autres zones de recrutement et conclut de nouvelles conventions bilatérales, avec l'Espagne (1956), la Grèce (1957), ainsi qu'avec le Maroc et la Turquie (1964). De nombreux droits et devoirs des travailleurs immigrés ainsi que ceux de leur famille figurent dans ces conventions. Elles dressent les droits en matière de sécurité sociale et les conditions en matière de regroupement familial. "Au fil du temps, cette migration de travail est devenue une immigration de peuplement pour répondre à des besoins démographiques et aux exigences patronales de stabilisation de main d'œuvre". Le regroupement familial devient alors une matière purement démographique, ce qui constitue l'application des recommandations émises par le Rapport Sauvy. En effet, vu la demande importante de main-d'œuvre masculine dans le secteur minier et le vieillissement de la population, la Belgique a besoin dans les années 1960, d'augmenter sa population féminine et enfantine.
À l'heure actuelle, on retrouve trois grands pays d’origine qui ont marqué l’histoire migratoire de la Belgique d’après-guerre : le Maroc, la Turquie et la République démocratique du Congo. Le point commun entre ces trois courants migratoires est qu’ils ont démarré au début des années 1960. Les migrants originaires de ces trois pays se sont progressivement installés en Belgique et ont donné naissance à des populations ayant chacune leurs propres caractéristiques démographiques. L’immigration marocaine a contribué à façonner de manière durable le visage de la Belgique sur le plan démographique, économique, social et culturel. Deux exemples sont particulièrement significatifs : les Marocains constituent à l’heure actuelle la première communauté étrangère en Belgique ; la loi du 19 juillet 1974 reconnaît le culte islamique parmi ceux qui doivent bénéficier d’un financement public. Il y a d’ailleurs concordance de date entre la reconnaissance de l’islam et l’arrêt de l’immigration. Le regroupement familial reste cependant autorisé, ce qui permet l’installation durable des immigrés marocains dans le pays et l’augmentation du nombre des fidèles de confession musulmane. D’où l’intérêt de revenir sur la convention belgo-marocaine relative à l’occupation de travailleurs marocains en Belgique, signée le 17 février 1964 et passée presque totalement inaperçue à l’époque. Certaines entreprises comme Caterpillar, apprennent l’existence de la convention en 1974, l’année même où l’immigration est arrêtée. Le citoyen belge moyen ignore jusqu’à son existence. Certains ouvrages spécialisés lui accordent une ligne.
Le Traité de Rome qui pose les bases de la Communauté économique européenne inclut le droit de libre circulation de travailleurs parmi les six pays fondateurs - cela à cause de la volonté de l'Italie de protéger et de donner des droits à ses travailleurs immigrés en Belgique et en Allemagne en base aux accords bilatéraux. À partir de 1968, les immigrés faisant partie de l'Union européenne "peuvent franchir les frontières sur simple présentation du passeport ou de la carte d'identité" et peuvent avoir un travail rémunéré sans permis de travail sauf pour les emplois publics.

### La crise des années 1970 et la tentative de «fermeture» des frontières
A la fin des années 1960, la croissance économique belge ralentit et le taux de chômage s'accroit, ce qui pousse les pouvoirs publics à revoir leur politique d'accès des immigrés au territoire. En 1967, une nouvelle législation organisant l'attribution du permis de travail est adoptée : elle vise à mieux contrôler les flux d'entrée d'immigrés dans le pays. En mars 1969, le ministre de l'emploi et du travail propose des mesures afin de diminuer l'attribution du permis de travail (par exemple, de le refuser aux personnes arrivées en Belgique sans emploi). Ensuite, une autre mesure prétendra empêcher les immigrés d'accéder au territoire pour un autre travail que celui prévu dans leurs conditions de séjour. Par conséquent, le nombre de permis de travail décroîtra fortement à partir de 1968 et beaucoup de secteurs qui utilisaient la main d'œuvre étrangère rencontreront plus de difficultés, augmentant ainsi le taux de chômage et les problèmes économiques. Face à cette situation, le gouvernement devra durcir le système en prenant d'autres mesures  1er août 1974 par lesquelles il décida de stopper l'immigration des travailleurs étrangers due à la détérioration de la situation économique générale (avec comme seules exceptions les personnes hautement qualifiées, le regroupement familial, les étudiants étrangers et le droit d’asile). Cette décision qui "s'apparente à l'arrêt officiel de l'immigration s'accompagne de la première politique de régularisation des étrangers séjournant clandestinement en Belgique : 9 000 étrangers bénéficieront de cette politique et se verront délivrer un titre de séjour en 1975".
Mais paradoxalement, à rebours de ce que ces mesures auraient laissé présager, on voit augmenter le nombre d'étrangers.

### Les années 1980 et 1990
À partir des années 1980, l'accueil des demandeurs d'asile est réglé de manière plus structurée. La loi du 15 décembre 1980 organise l'accès "au territoire, séjour, l'établissement et l'éloignement des étrangers". Cette loi sera modifiée plusieurs fois de façon plus restrictive en 1984, 1987, 1991, 1992, 1993, 2000 et 2002.
Une loi du 22 janvier 1985, entrée en vigueur le 1er août 1985 concrétise la politique d'encouragement au retour qui n'a pas eu l'effet espéré. En effet, la prime octroyée était beaucoup trop insuffisante comparée à tous les avantages que perdaient les immigrés comme leurs avantages sociaux, la perte définitive du droit au retour en Belgique ainsi que "l'incertitude de la bonne réinsertion dans le pays d'origine". Ce phénomène de rejet prendra fin le 31 décembre 1988.
Le gouvernement fédéral finira par signer les premières conventions avec la Croix-Rouge pour accueillir les demandeurs d'asile. En effet, des centres d'accueil seront créés par la loi Vande Lanotte de 1996. En attendant le traitement de leur dossier, les candidats réfugiés devront obligatoirement s'inscrire dans un de ces centres considérés comme des lieux obligatoires d'inscription.
Cependant, il y a encore beaucoup d'immigrés sans papier et tout au long des années 1990, le gouvernement belge mènera une campagne de régularisation de ces sans-papier; Le Mouvement national pour la régularisation des sans-papiers est né le 25 septembre 1998.
En 1999, la Belgique connait une nouvelle étape dans sa politique d'immigration en autorisant la régularisation des sans-papiers par une déclaration gouvernementale. Parallèlement, se déroule la guerre au Kosovo qui conduit le gouvernement fédéral à prendre la décision "de transférer un contingent de 1200 réfugiés du Kosovo".

### La situation auXXIesiècle

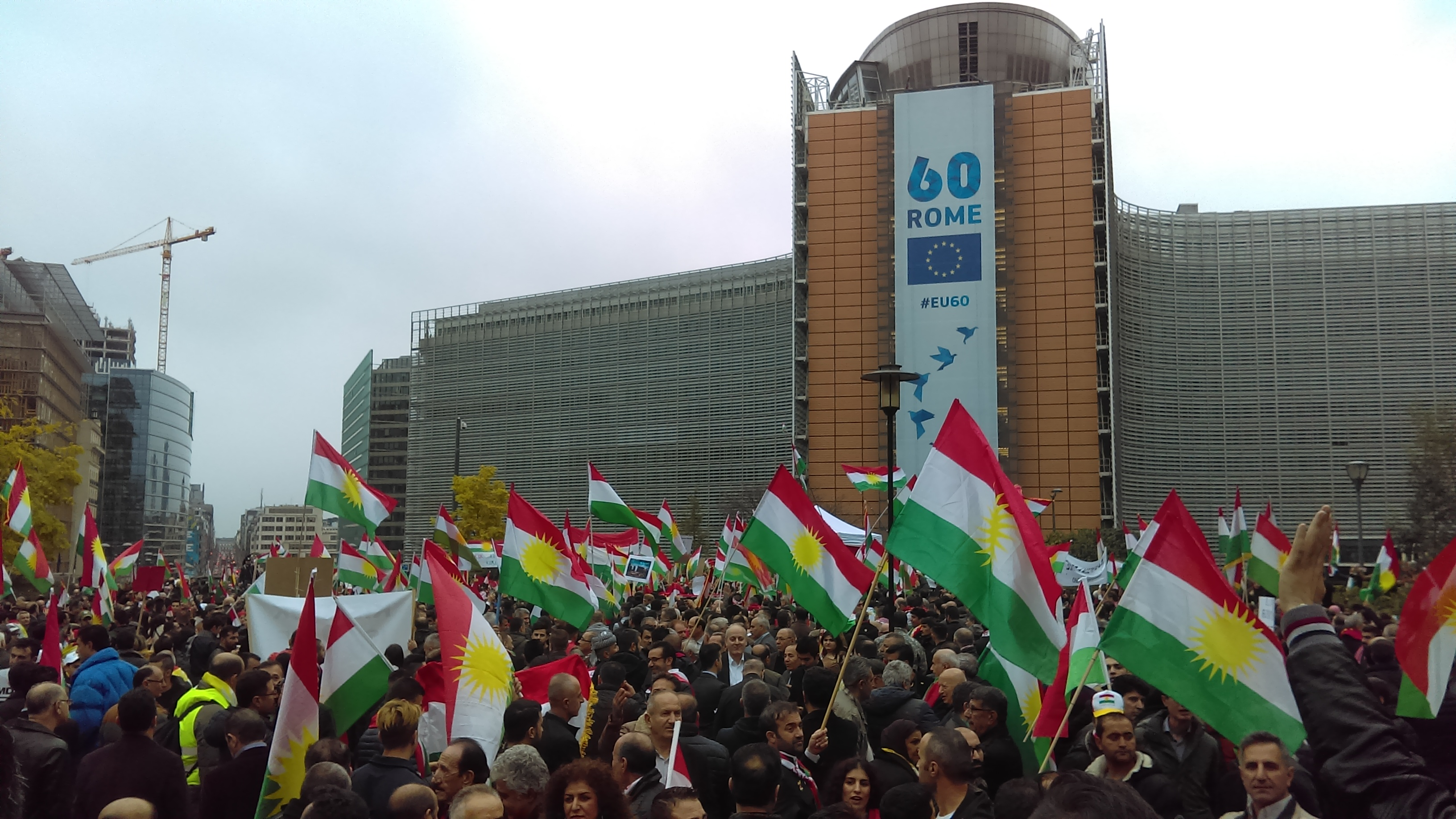
Démonstration de kurdes d'Irak à Bruxelles-Schuman, Octobre 2017

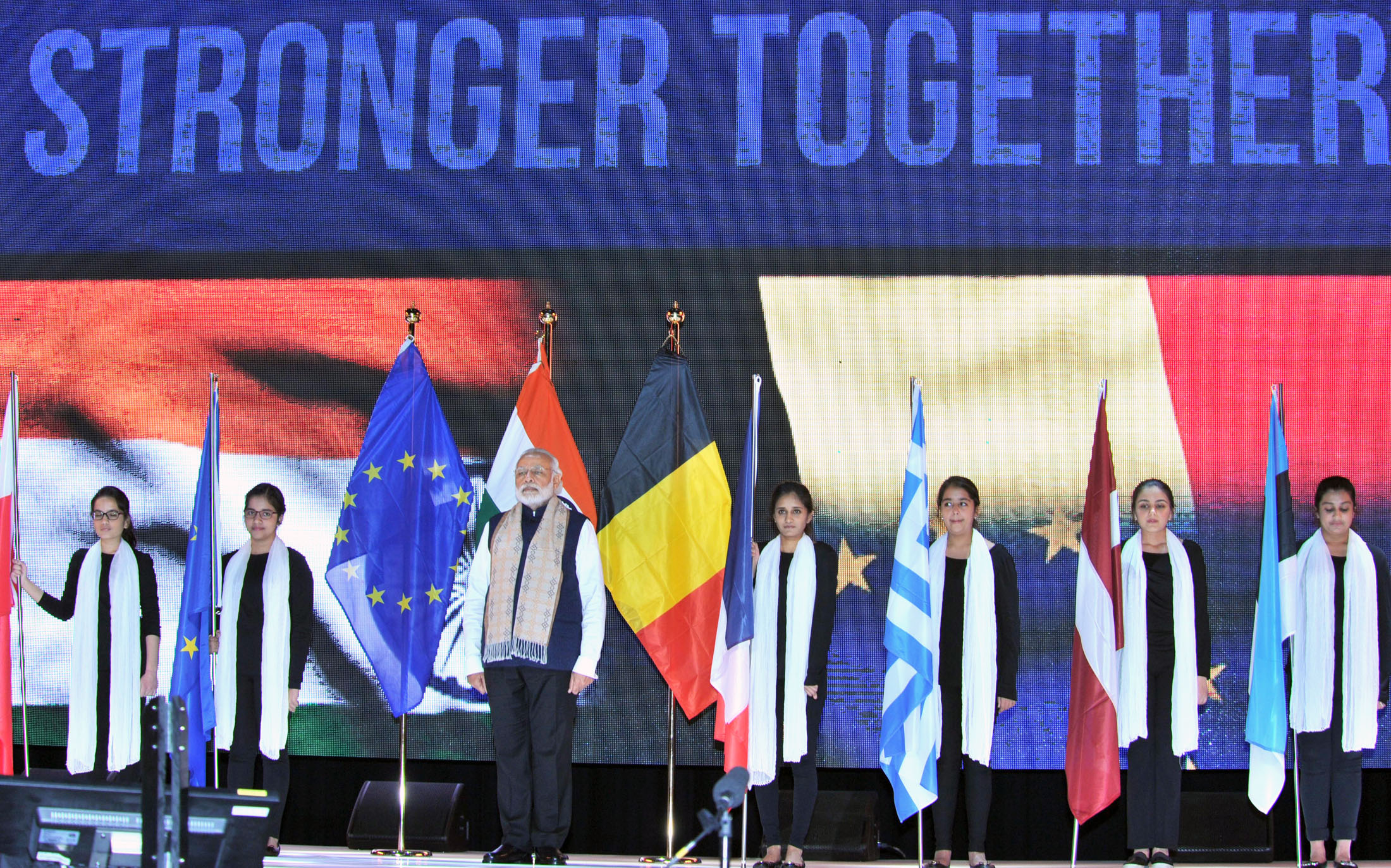
Le premier ministre indien Narendra Modi rencontre les membres de la communauté indienne à Bruxelles (2016)

À partir des années 2000, l'accroissement de l'immigration est important. En raison du nombre de demandes d'asile croissant, une campagne de régularisation débuta en janvier 2000. À partir de 2008, on repasse à une immigration économique due à la crise économique. Les pays européens cherchent des travailleurs qualifiés tout en restant prudents quant à l'ouverture de leurs frontières. De plus, les contrôles sur l'immigration non choisie sont renforcés.
Aujourd'hui, toute une série d'évènements internes ont ravivé la question de l'immigration. Qu'il s'agisse du port de la burqa ou de la montée de l'extrême-droite, ces questions ont marqué la scène politique et sociale belge pour faire de l'immigration une véritable "question brulante de l'actualité". Depuis le 11 septembre 2001, la politique belge s'inscrit dans la politique d'immigration internationale convergeant dans la lutte contre le terrorisme dans une logique de plus grand contrôle et de durcissement. Pour se protéger, les pays européens, dont la Belgique, se referment progressivement aux pays-tiers (des accords de "réadmission les obligent à accueillir à nouveau leurs ressortissants) mais cette démarche ne fait qu'augmenter l'immigration clandestine.
En 2012, on atteignait 124 717 immigrations, contre 138 071 en 2011, soit la première baisse en 20 ans. Les citoyens de l'Union européenne arrivent en tête des immigrations vers la Belgique. Près de 2/3 de la population étrangère présente en Belgique est composée de ressortissants de l'UE. "En ce qui concerne les ressortissants de pays-tiers, les principales voies d'entrée en Belgique sont le regroupement familial, les études, le travail et la demande d'asile". De nos jours, quand on parle de l'immigration, on utilise plutôt le terme de "réfugiés" provenant majoritairement d'Afrique et du Moyen-Orient. En 2014, leur nombre dans le monde à la suite des divers conflits s'élèvent à 60 millions selon le "Haut-Commissariat des Nations unies pour les réfugiés".
D'après une analyse de 2012 de l'Itinera Institute, 1 personne sur 2 sera d’origine étrangère en Belgique d’ici à 2060,. Cela s'expliquerait par une immigration élevée et un taux de natalité plus élevé des étrangers d'origine non-européenne (4 enfants par femme contre 1,67 pour les femmes belges),.
Selon une étude des autorités néerlandaises basée sur les chiffres d'Eurostat portant sur la période 2013-2017 et publiée en juin 2019, seuls 6,5% des demandeurs d'asile déboutés en Belgique rentrent dans leur pays.

## Intégration

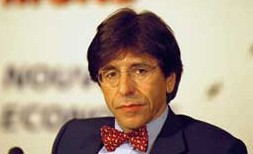
Elio Di Rupo, premier ministre belge du 2011 au 2014, issu de l'immigration italienne en Belgique

L'intégration des immigrés à la population belge rencontre des difficultés du fait de discriminations et d'une politique de migration manquant de cohérence et de lisibilité.
Le taux de chômage de la population étrangère en 2010 était deux fois et demi plus élevé que la moyenne nationale, soit la plus mauvaise performance des pays de l'OCDE, Norvège (taux de chômage de 3 %) exceptée. Seuls 26 % des migrants étaient hautement qualifiés contre 50 % peu qualifiés. Or, comme pour les Belges, ce sont les plus qualifiés qui génèrent les externalités positives les plus importantes pour la société. Enfin, de 20 à 25 % des immigrés étaient surqualifiés pour leur emploi. Ce qui veut dire qu'en plus d'avoir une immigration peu qualifiée et caractérisée par un taux de chômage élevé, les actifs sont sous-utilisés et sous-payés. D'après Itinera Institute, l'immigration peut participer à la diminution des coûts du vieillissement de la population. Cependant, une simple augmentation du nombre de migrants ne le permettrait pas. Le think tank recommande de mettre en place des mécanismes visant à attirer des migrants hautement qualifiés, d'améliorer l'accueil des migrants et de renforcer les mécanismes visant à intégrer de manière juste leurs enfants au système éducatif.

## Démographie
Au 31 décembre 2007, la Belgique comptait 10 666 866 habitants. Parmi eux, 2 462 746 étaient étrangers ou d'origine étrangère et 1 380 323 étaient nés à l'étranger, soit 12,9 % de la population totale. Ces habitants nés à l'étranger sont composés, au 1er janvier 2008, de 160 504 Belges d'origine belge, de 758 805 Belges d'origine étrangère et de 399 703 étrangers. 50,4 % d'entre eux sont nés dans un pays de l'UE-27 et 49,6 % sont nés hors de l'UE-27.
|                                                                 | 2011       | 2012       | 2015       | 2019       | 2022       |
| Population totale en Belgique                                   | 10 951 266 | 11 035 948 | 11 209 044 | 11 431 406 | 11 584 008 |
| Population étrangère et belge d'origine étrangère               | 2 669 378  | 2 738 486  | 3 075 455  | 3 552 455  | 3 902 734  |
| Population étrangère et belge d'origine étrangère selon Statbel | 2 818 484  | 2 930 869  | 3 204 504  | 3 584 951  | 3 869 775  |
| Maroc                                                           | 407 647    | 412 310    | 468 687    | 538 017    | 587 095    |
| Italie                                                          | 434 571    | 451 825    | 458 452    | 484 875    | 491 651    |
| Turquie                                                         | 229 811    | 218 832    | 242 133    | 290 106    | 322 570    |
| France                                                          | 266 453    | 268 372    | 292 234    | 309 687    | 312 883    |
| Pays-Bas                                                        | 209 725    | 216 284    | 231 448    | 245 425    | 275 836    |
| Roumanie                                                        | 41 652     | 45 877     | 77 946     | 116 339    | 150 375    |
| Espagne                                                         | 81 866     | 82 420     | 97 729     | 107 117    | 117 809    |
| Pologne                                                         | 69 503     | 73 489     | 90 116     | 100 012    | 106 097    |
| République démocratique du Congo                                | 68 808     | 71 298     | 82 296     | 95 411     | 105 767    |
| Réfugiés d'origine inconnue                                     | 28 134     | 41 242     | 54 499     | 74 979     | 88 514     |
| Allemagne                                                       | 68 079     | 69 497     | 69 931     | 72 483     | 73 780     |
| Portugal                                                        | 45 350     | 48 346     | 55 247     | 61 700     | 67 630     |
| Algérie                                                         | 44 156     | 42 250     | 51 499     | 58 689     | 63 364     |
| Bulgarie                                                        | 20 235     | 22 877     | 33 387     | 44 697     | 54 981     |
| Tunisie                                                         | 33 681     | 30 532     | 39 617     | 46 225     | 51 835     |
| Syrie                                                           | 8 723      | 9 072      | 13 846     | 38 306     | 43 003     |
| Inde                                                            | 23 501     | 24 592     | 29 337     | 37 983     | 42 980     |
| Royaume-Uni                                                     | 41 792     | 42 532     | 42 508     | 42 941     | 38 409     |
| Grèce                                                           | 30 838     | 30 574     | 34 376     | 37 680     | 38 044     |
| Russie                                                          | 27 293     | 27 925     | 30 667     | 35 057     | 37 886     |
| Afghanistan                                                     | 6 235      | 6 197      | 13 049     | 25 070     | 34 643     |
| Cameroun                                                        | 13 145     | 14 888     | 19 300     | 26 275     | 33 634     |
| Chine                                                           | 18 306     | 19 606     | 24 056     | 29 337     | 31 833     |
| Pakistan                                                        | 18 477     | 19 247     | 22 815     | 27 134     | 30 530     |
| Rwanda                                                          | 16 331     | 16 333     | 19 711     | 22 895     | 24 807     |
| Iran                                                            | 13 632     | 14 780     | 16 435     | 19 898     | 23 616     |
| Irak                                                            | 7 461      | 8 425      | 11 986     | 21 814     | 22 566     |
| Philippines                                                     | 13 807     | 14 375     | 16 940     | 19 772     | 22 512     |
| Guinée                                                          | 7 472      | 8 339      | 13 476     | 19 280     | 21 641     |
| Brésil                                                          | 10 300     | 10 640     | 13 482     | 16 756     | 20 432     |
| Ghana                                                           | 9 365      | 10 080     | 12 981     | 15 893     | 18 631     |
| Liban                                                           | 9 698      | 10 190     | 11 246     | 13 107     | 18 287     |
| Arménie                                                         | 10 066     | 11 028     | 11 404     | 13 668     | 17 046     |
| Albanie                                                         |            |            |            | 14 323     | 16 216     |
| États-Unis                                                      | 14 526     | 14 785     | 15 549     | 15 901     | 15 896     |
| Luxembourg                                                      | 11 124     | 11 472     | 11 628     | 12 139     | 13 037     |

89,2 % des habitants d'origine turque ont été naturalisés, tout comme 88,4 % des habitants d'origine marocaine, 75,4 % des Italiens, 56,2 % des Français et 47,8 % des Néerlandais,, ces chiffres proviennent du travail mené par Jan Hertogen, dont les méthodes sont toutefois contestées par plusieurs de ses pairs.
La population dite « allochtone » compte une myriade de groupes culturels (ethniques) dont les plus importants, d'origines nationales italienne, marocaine, congolaise, turque ou espagnole, dépassent numériquement les germanophones même en tenant compte de la diversité culturelle (ethnique) interne de chacun de ces groupes.
Le 20 mai 2003, le Roi confie au président du Parti socialiste, Elio Di Rupo, la mission d'informateur. Celui-ci rencontre à cette occasion le 27 mai des représentants des cultes, d’associations philosophiques et des communautés civiles culturelles minoritaires: la communauté maghrébine, la communauté turque, la communauté juive et la communauté africaine subsaharienne. C'est la première fois dans l'histoire de la Belgique qu'une reconnaissance officielle implicite est accordée à une partie de ce que le Québec désigne sous l'appellation « communautés ethnoculturelles »[réf. nécessaire].
Depuis la nouvelle loi de Jean Gol facilitant l'octroi de la nationalité belge par une relaxation des différentes options (naissances, mariages etc.), plus de 1,3 million de migrants sont devenus Belges.

## Immigration illégale
En 2018, 17 235 personnes en séjour illégal sont recensées. La Belgique occupe la huitième place du classement des pays européen qui comptent le plus de personnes en séjour illégal sur leur territoire, mais, si l’on tient compte de la densité de population, le pays accueille presque autant de personnes en séjour illégal que la République fédérale d’Allemagne située à la première place.
Plus de 25 000 ordres de quitter le territoire ont été émis en 2022. Néanmoins, d’après les statistiques de l’Office des étrangers, seul un nombre limité de ces personnes quittent effectivement le pays de leur plein gré ou dans le cadre d’un retour forcé. Avant que cela se produise, les demandeurs d’une protection internationale bénéficient d’une série de procédures pour s’opposer au refus des autorités belges. Ainsi, sur les 25 292 personnes sommées de quitter le territoire en 2022, seuls 5 497 l’ont effectivement fait, dont plus de 2 900 dans le cadre de retours forcés et 760 sur base volontaire.

## Perception par la population
D'après une étude de 2017 de l'IWEPS, les Wallons pensent que les immigrés représentent 30 % de la population belge au lieu de 16 %,. Cette surestimation est due à la proportion de personnes qui ne sont pas Belges d'origine belge dans le pays, égale à 30 % de la population en 2017 (33,4 % en 2022). Les Wallons surestiment également la population des Juifs, qu'ils estiment à 13 % de la population totale en Belgique contre moins de 1 % dans la réalité. Sept Wallons sur dix estiment que les discriminations sur la base de l’origine ethnique sont les plus répandues en Wallonie, mais seuls 54 % d’entre eux pensent que les autorités publiques devraient agir davantage pour réduire ces inégalités. Plus de 40 % des Wallons pensent que les immigrés prennent le travail des Belges, qu’ils ne contribuent pas à l'économie et qu’ils augmentent le taux de criminalité. Près de 70 % estiment même que ces individus seraient une charge pour la sécurité sociale du pays. Des études contredisent pourtant certains de ces préjugés,,.
En 2025, le sondage Eurobaromètre de l'Union européenne pointe la Belgique comme le pays le plus hostile à l'immigration d'Europe : 66 % de la population estime qu'il y a trop d'immigration en Belgique